# Christian Vézina
Christian Vézina, né en 1958 à l'île d'Orléans, près de Québec, est un poète, metteur en scène et chroniqueur de radio québécois,.

## Biographie
Autodidacte, Christian Vézina monte sur la scène montréalaise à la fin des années 1990 avec le spectacle-performance Le poète fait du chapeau, initialement monté pour le festival Juste pour Rire. Il le reproduit au Temples des mots au théâtre l'Espace Libre en 1998, suivant l'invitation du metteur en scène et dramaturge Jean-Pierre Ronfard,.
De 2011 à 2021,, Vézina anime une fois par mois des discussions littéraires avec un artiste québécois lors d'évènements intitulés Le poète en robe de chambre. Il y discute littérature avec plusieurs personnalités publiques, dont Normand Baillargeon, Maude Guérin, Robert Lalonde, Micheline Lanctôt et Guylaine Tremblay.
Depuis 2015, Christian Vézina chronique sur la chaine d'Ici Radio-Canada Première à l'émission Dessine-moi un dimanche. Il publie en 2018 un recueil d'une trentaine de ses chroniques, sous le nom Un dimanche à ma fenêtre.
Toujours en 2015, il met en scène Collection printemps-été, une pièce écrite à partir des poèmes d'Hélène Monette, Suzanne Jacob, Brigitte Fontaine, Marie Étienne et Joyce Mansour. Pour la critique et professeure Lucie Renaud, si le spectacle « ne se décline pas comme un pamphlet féministe, il se lit assurément comme un appel à la prise de parole. »   
Le 17 mars 2021, Vézina signait, dans le quotidien Le Devoir, un texte d'opinion sur l'importance de l'art en temps de crise, texte écrit en réaction aux décisions du gouvernement québécois de ne pas inclure l'art dans les services essentiels durant la gestion de crise de la pandémie de la COVID-19,.

## Rapport à l'art
Dès ses premiers spectacles, le style théâtral de Vézina s'affirme comme poétique, notamment avec ses premières pièces écrites et montées à partir des poèmes de Jacques Ferron et Jacques Prévert.

Pour Vézina, la « poésie [...] c'est concret. C'est utiliser le langage pour écrire de la vie. » Son style mélange théâtre et poésie; le professeur Pierre Popovic qualifie ses oeuvres de théâtre-poèmes. Il travaille dans l'adaptation, où il cherche à imbriquer les poèmes au sein de personnages et de situations théâtrales. Dans une entrevue avec Diane Godin en 2000, Vézina soulignait sur son rôle de créateur : 
« Une scène n'est pas une feuille de papier ; si je me déguise en lutrin, c'est là, je crois, que je risque de trahir l'auteur. En tant que comédien et metteur en scène, j'ai le devoir de faire en sorte que le texte se déploie dans tous ses reliefs, sa vie, sa beauté. Il faut donc faire une lecture en respectant l'auteur et l'intelligence du texte, mais en bricolant aussi un peu. [...] Comme la collégialité du milieu théâtral m'attirait, j'ai pensé que c'était l'occasion parfaite de franchir le seuil [...]. » 
Vézina est connu dans le milieu littéraire québécois pour sa création de poésie-spectacle. Il a, entre autres, mis en scène des adaptations théâtrales des oeuvres de Godin, Higelin, Michaux, Prévert et Rimbaud.

## Œuvres
- Incursion, Boischatel, 1978.
- Debout la nuit, illustrations de André Miousse et André Parent, éditions À main nues, Pintendre, 1985, 122 p.  (ISBN 2892750423)
- Doux comme dans fauve : [danger poésie], Planètre Rebelle, Montréal, 2000, 65 p.  (ISBN 2-922528-10-3)
- Dépareillé: hommage à Gaston Miron, poèmes de Gaston Miron et texte de Christian Vézina, Bibliothèque et Archives nationales du Québec, 2006.
- L'inventaire des miracles, musique de Yannick Plamondon, Planète rebelle, Montréal, 2009,  (ISBN 978-2-922528-97-8)
- Pêche à la ligne : pensées, proverbes, aphorismes..., préface de Boucar Diouf, illustrations par André-Philippe Côté, éditions Somme Toute, Montréal, 2018, 120 p.  (ISBN 9782897940492)
- Un dimanche à ma fenêtre, préface de Normand Baillargeon, éditions Somme Toute, Montréal, 2018, 162 p.  (ISBN 9782897940171)

## Pièces de théâtre jouées
- Christian Vézina, Henri Bricole, mise en scène par Christian Vézina, Nouveau Théâtre Expérimental, 1999-2000.
- Jacques Ferron,  Une veillée chez le Maréchal-Ferron, mise en scène par Christian Vézina, Théâtre Denise-Pelletier, 1999-2000.
- Christian Vézina, Petit bistro du grand Jacques, mise en scène par Christian Vézina, Théâtre Denise-Pelletier, 2000-2001.
- Christian Vézina, Appuyez sur l'étoile, mise en scène par Hugues Frenette, Théâtre Niveau Parking, 2003-2004
- Christian Vézina, Rubato, mise en scène par Christian Vézina, Théâtre Barbare, 2005-2006.
- Gérald Godin, Ils ne demandaient qu'à brûler, mise en scène par Christian Vézina, Théâtre Barbare, 2006-2007.
- Tout Prévert, mise en scène par Christian Vézina,Théâtre Barbare, 2011-2012
- Pascal Rambert, Clôture de l'amour, mise en scène par Christian Vézina, Théâtre de Quat'Sous, 2013-2014.
- Hélène Monette, Suzanne Jacob, Brigitte Fontaine, Marie Étienne, Joyce Mansour, Collection printemps-été, mise en scène par Christian Vézina, Nouveau Théâtre Expérimental, 2014-2015.
- Christian Vézina, Moscou, juin 1963, mise en scène par Christian Vézina, Studio-d’essai Claude-Gauvreau, Montréal, 14 avril 2016.

## Prix et distinctions
- 2001 : Prix d'excellence des arts et de la culture de l'Institut canadien[13].